# Bureau mécanique

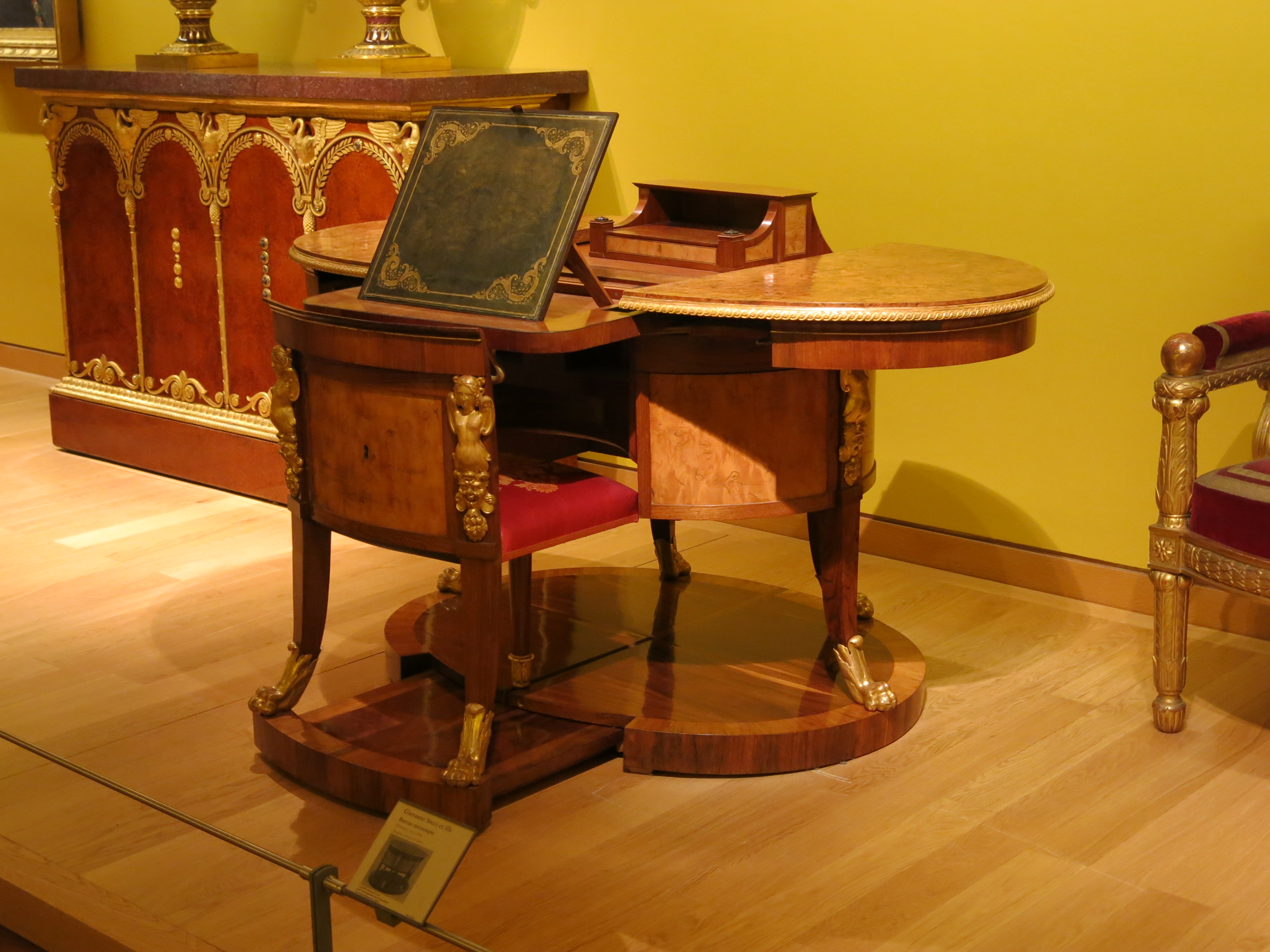
Bureau mécanique construit par Giovanni Socci pour Élisa Napoléone Baciocchi, princesse de Piombino et nièce de.

Un bureau mécanique est un type de bureau souvent ancien composé de pièces mobiles pour faciliter son utilisation.
Les bureaux mécaniques les plus simples comportent deux panneaux qui s’ouvrent à la main en s'écartant ou en basculant sans exploiter d'engrenages ni de leviers.
Les plus complexes comportent une multitude de panneaux qui basculent faisant apparaître des rangées de petits tiroirs lorsqu'un utilisateur abaisse la surface d'écriture principale ou tourne une clé d'une certaine façon.
Les bureaux mécaniques se sont multipliés dans la deuxième partie du XVIIIe siècle avec le développement de petits meubles domestiques chez les personnes fortunées. Ces objets sont décrits dans l'Encyclopédie de 1772. Ils sont le reflet des progrès de l'époque et ce sont progressivement étendus à l'Europe.
Les bureaux mécaniques de l'ébéniste italien Giovanni Socci (1768-1842) se présentaient au repos comme un buffet rond de petites dimensions. Mais une fois déployés, ils faisaient apparaître un siège à trois pieds, deux plateaux de travail latéraux, des tiroirs et une écritoire centrale. C'est en tirant le siège que les plateaux latéraux se déploient .
L'engouement pour le bureau mécanique s'est éteint progressivement au XIXe siècle. Les bureaux sont devenus plus simples avec seulement de nombreux tiroirs.